# Eben L. Elwell
Eben Littlefield Elwell (* 20. Januar 1921 in South Brooks, Maine; † 20. März 2009 in Bath, Maine) war ein US-amerikanischer Politiker, der von 1965 bis 1966 Maine State Treasurer war.

## Leben
Eben L. Elwell wurde in South Brooks, Maine als Sohn von Joseph Littlefield Elwell und Delia Roberts geboren.
Während des Zweiten Weltkriegs war er in South Portland als Schiffbauer der Liberty-Frachter tätig. Danach gehörte er als Mitglied der Demokratischen Partei im Jahr 1954 dem Repräsentantenhaus von Maine an und war von 1965 bis 1966 Maine State Treasurer. Er war der erste Direktor der Maine State Housing Authority von 1968 bis 1971 und war Maine Mayflower Society Gouverneur im Jahr 1989.
Im Jahr 1941 heiratete Eben L. Elwell Rita Smith Elwell. Sie hatten eine Tochter, Ruth Alena Elwell. Die Tochter starb im Alter von 16 Jahren bei einem Verkehrsunfall. Er starb 2009 in einem Krankenhaus in Bath. Sein Grab befindet sich auf dem Rose Cemetery in Brooks.